# MOSFET
У електроници, транзистор са ефектом поља метал-оксид-полупроводник (MOSFET, MOS-FET, или MOS транзистор) је тип транзистора са ефектом поља (FET), најчешће произведен контролисаном оксидацијом силицијума. Има изоловану капију (гејт), чији напон одређује проводљивост уређаја. Ова способност мењања проводљивости са количином примењеног напона може се користити за појачавање или пребацивање електронских сигнала. Термин транзистор са ефектом поља метал-изолатор-полупроводник (MISFET) је скоро синониман са MOSFET. Још један близак синоним је транзистор са ефектом поља са изолованом капијом (IGFET).
Главна предност MOSFET-а је што захтева скоро никакву улазну струју за контролу струје оптерећења под стационарним или нискофреквентним условима, посебно у поређењу са биполарним спојним транзисторима (BJT). У режиму побољшања MOSFET-а, напон примењен на терминал гејта повећава проводљивост уређаја. У транзисторима режима осиромашења, напон примењен на гејт смањује проводљивост.
"Метал" у називу MOSFET понекад је погрешан назив, јер материјал гејта може бити слој полисилицијума (поликристални силицијум). Слично, "оксид" у називу такође може бити погрешан назив, јер се користе различити диелектрични материјали са циљем добијања јаких канала са мањим примењеним напонима.
MOSFET је далеко најчешћи транзистор у дигиталним круговима, јер се милијарде могу укључити у мемориски чип или микропроцесор. Пошто се MOSFET-и могу направити са полупроводницима p-типа или n-типа, комплементарни парови MOS транзистора могу се користити за прављење прекидачких кругова са веома малом потрошњом енергије, у облику CMOS логике.

## Историја
Основни принцип транзистора са ефектом поља први је патентирао Јулијус Едгар Лилијенфелд 1925. године. 1934. године, проналазач Оскар Хајл независно је патентирао сличан уређај у Европи.
У 1940-им, научници из Бел лабораторија Вилијам Шокли, Џон Бардин и Волтер Хаузер Братејн покушали су да направе уређај са ефектом поља, што је довело до њиховог открића ефекта транзистора. Међутим, структура није успела да покаже очекиване ефекте, због проблема површинских стања: замки на површини полупроводника које држе електроне непокретне. Без површинске пасивације, могли су да направе само BJT и тиристор транзисторе. 1955. године, Карл Фрош и Линколн Дерик случајно су узгојили слој силицијум-диоксида преко силицијумске плоче, за који су приметили ефекте површинске пасивације. До 1957. године, Фрош и Дерик, користећи маскирање и предепозицију, успели су да производе силицијумске транзисторе, у којима су дрен и сорс били суседни на истој површини.
Након овог истраживања, Мохамед Атала и Давон Канг предложили су силицијумски MOS транзистор 1959. године и успешно демонстрирали радни MOS уређај са својим тимом из Бел лабораторија 1960. године.

## Састав
Обично је полупроводник избора силицијум. Неки произвођачи чипова, најпознатији IBM и Intel, користе легуру силицијума и германијума (SiGe) у MOSFET каналима. Многи полупроводници са бољим електричним својствима од силицијума, као што је галијум арсенид, не формирају добре интерфејсе полупроводник-изолатор, и тако нису погодни за MOSFET-е.
Гејт је одвојен од канала танким изолационим слојем, традиционално од силицијум-диоксида, а касније од силицијум оксинитрида. Неке компаније користе комбинацију високо-κ диелектрика и металне капије у 45 нанометар чвору.
Када се примени напон између гејта и сорса, електрично поље које се генерише продире кроз оксид и ствара инверзни слој или канал на интерфејсу полупроводник-изолатор. Инверзни слој пружа канал кроз који струја може проћи између терминала сорса и дрена.

## Рад

### Структура метал-оксид-полупроводник
Традиционална структура метал-оксид-полупроводник (MOS) се добија узгајањем слоја силицијум-диоксида (SiO
2) на врху силицијумске подлоге, обично термичком оксидацијом и депоновањем слоја метала или поликристалног силицијума.
Када се примени напон преко MOS структуре, он мења дистрибуцију наелектрисања у полупроводнику. Ако разматрамо p-типни полупроводник, позитиван напон од гејта до тела (основе) ствара слој осиромашења гурајући позитивно наелектрисане шупљине даље од интерфејса гејт-изолатор/полупроводник.

### MOS кондензатори и дијаграми појасева
MOS кондензаторска структура је срце MOSFET-а. Размотримо MOS кондензатор где је силицијумска база p-типа. Ако се примени позитиван напон на гејт, шупљине које су на површини p-типне подлоге биће одбачене електричним пољем генерисаним примењеним напоном.
Како се напон на гејту повећава, доћи ће до тачке у којој ће се површина изнад слоја осиромашења конвертовати из p-типа у n-тип, јер ће електрони из масе почети да буду привучени већим електричним пољем. Ово је познато као инверзија.

### Структура и формирање канала
MOSFET се заснива на модулацији концентрације наелектрисања MOS капацитетом између тело (основа) електроде и гејт електроде лоциране изнад тела и изоловане од свих других области уређаја слојем гејт диелектрика.
Ако је MOSFET n-канални (nMOS), онда су сорс и дрен n+ области, а тело је p област. Ако је MOSFET p-канални (pMOS), онда су сорс и дрен p+ области, а тело је n област.

### Режими рада
Рад MOSFET-а може се поделити у три различита режима, у зависности од прага напона уређаја ({\displaystyle V_{\text{th}}}), напона гејт-сорс ({\displaystyle V_{\text{GS}}}), и напона дрен-сорс ({\displaystyle V_{\text{DS}}}).

#### Прекид, подпраг и слаба инверзија
Критеријум: {\displaystyle V_{\text{GS}}<V_{\text{th}}.}
Према основном моделу прага, транзистор је искључен, и нема провођења између дрена и сорса. Тачнији модел разматра ефекат термичке енергије који омогућава неким енергетскијим електронима на сорсу да уђу у канал и теку ка дрену.

#### Триодни режим или линеарна област (омски режим)
Критеријуми: {\displaystyle V_{\text{GS}}>V_{\text{th}}} и {\displaystyle V_{\text{DS}}<(V_{\text{GS}}-V_{\text{th}}).}
Транзистор је укључен, и канал је створен што омогућава струју између дрена и сорса. MOSFET ради као отпорник, контролисан напоном гејта у односу на напоне сорса и дрена.

#### Засићење или активни режим
Критеријуми: {\displaystyle V_{\text{GS}}>V_{\text{th}}} и {\displaystyle V_{\text{DS}}\geq (V_{\text{GS}}-V_{\text{th}}).}
Прекидач је укључен, и канал је створен што омогућава струју између дрена и сорса. Пошто је напон дрена већи од напона сорса, електрони се шире, и провођење није кроз узак канал већ кроз шири, дво- или тродимензионални распоред струје.

### Ефекат тела
Заузетост енергетских појасева у полупроводнику је одређена положајем Фермијевог нивоа у односу на ивице енергетских појасева полупроводника. Примена обрнуте пристрасности сорс-основа pn споја уводи подељеност између Фермијевих нивоа за електроне и шупљине.

## Симболи кругова
Користи се разноврсност симбола за MOSFET. Основни дизајн је генерално линија за канал са сорсом и дреном који излазе под правим угловима и затим се савијају назад под правим угловима у истом правцу као канал.
| P-канални |      |             |                          |                          |             |
| N-канални |      |             |                          |                          |             |
|           | JFET | MOSFET поб. | MOSFET поб. (без основе) | MOSFET поб. (без основе) | MOSFET оси. |

## Примене
Дигитални интегрисани кругови као што су микропроцесори и мемориски уређаји садрже хиљаде до милијарде интегрисаних MOSFET-а на сваком уређају, пружајући основне прекидачке функције потребне за имплементацију логичких капија и складиштење података.

### MOS интегрисани кругови
Након развоја чистих соба за смањење контаминације и фотолитографије и планарног процеса, Si–SiO2 систем је омогућио ниске трошкове производње и лаку интеграцију.

### CMOS кругови
MOSFET се користи у дигиталној комплементарној метал-оксид-полупроводник (CMOS) логици, која користи p- и n-канални MOSFET-е као градивне блокове. CMOS технологија омогућава израду прекидачких кола са веома малом потрошњом енергије.

#### Дигитални
Раст дигиталних технологија као што је микропроцесор пружио је мотивацију за напредовање MOSFET технологије брже од било ког другог типа транзистора заснованог на силицијуму.

#### Аналогни
Предности MOSFET-а у дигиталним колима се не преносе на супремацију у свим аналогним колима. Два типа кола се ослањају на различите карактеристике понашања транзистора.

### Аналогни прекидачи
MOSFET аналогни прекидачи користе MOSFET за пропуштање аналогних сигнала када су укључени, и као високу импедансу када су искључени.

#### Једноврсни
Овај аналогни прекидач користи четворотерминални једноставни MOSFET p или n типа.

#### Двоврсни (CMOS)
Овај "комплементарни" или CMOS тип прекидача користи један P-MOS и један N-MOS FET да противдејствује ограничењима једноврсног прекидача.

## Конструкција

### Материјал гејта
Примарни критеријум за материјал гејта је да буде добар проводник. Високо допирани поликристални силицијум је прихватљив али не и идеалан проводник.

### Изолатор
Како се уређаји чине мањим, изолациони слојеви се чине тањим, често кроз кораке термичке оксидације. За нано-размерне уређаје, у неком тренутку се дешава тунеловање носилаца кроз изолатор од канала до електроде гејта.

### Дизајн споја
Спојеви сорс-тело и дрен-тело су предмет велике пажње због утицаја на карактеристике струја-напон (I–V) уређаја, брзину уређаја и потрошњу енергије.

## Скалирање
Током протеклих деценија, MOSFET је континуирано смањиван у величини; типичне дужине канала MOSFET-а су некад биле неколико микрометара, али модерни интегрисани кругови укључују MOSFET-е са дужинама канала од десетина нанометара. Мањи MOSFET-и су пожељни из неколико разлога, пре свега да би се упаковало што више уређаја на дату површину чипа.
Производња MOSFET-а са дужинама канала много мањим од микрометара је изазов, и тешкоће производње полупроводничких уређаја су увек ограничавајући фактор у напредовању технологије интегрисаних кругова.

### Већа подпрагова проводност
Како се MOSFET геометрије смањују, напон који се може применити на гејт мора се смањити да се одржи поузданост. Да се одржи перформанса, праг напона MOSFET-а такође мора да се смањи.

### Повећано цурење гејтског оксида
Гејтски оксид, који служи као изолатор између гејта и канала, треба да буде што тањи да се повећа проводљивост канала и перформанса када је транзистор укључен.

### Повећано цурење споја
Да се уређаји учине мањим, дизајн споја је постао сложенији, што доводи до виших нивоа допирања, плићих спојева и других техника.

## Други типови

### Двоструки гејт
Двоструки гејт MOSFET има тетродну конфигурацију, где оба гејта контролишу струју у уређају.

### Режим осиромашења
Постоје MOSFET уређаји режима осиромашења, који су мање користе од стандардних уређаја режима побољшања. Ово су MOSFET уређаји који су допирани тако да канал постоји чак и са нула напона од гејта до сорса.

### Снажни MOSFET
Снажни MOSFETи имају другачију структуру. Као и код већине снажних уређаја, структура је вертикална а не планарна.